# Швед, Владислав Николаевич
Владислав Николаевич Швед (родился 1 июля 1944 года, Москва) — советский комсомольский и партийный деятель, позднее публицист. Заместитель Председателя Либерально-демократической партии России (ЛДПР). Действительный государственный советник 3-го класса.

## Биография
С 1947 года с семьей переехал в Литву, где получил образование. Окончил Каунасский политехнический институт (1967), после чего работал на Утенском заводе электропечей, в Утенском райкоме ЛКСМ, в ЦК ЛКСМ Литвы.
С 1975 года на партийной работе. В 1978 году за цикл методических материалов по трудовому воспитанию молодежи удостоен звания лауреата премии комсомола Литвы. Был первым секретарем Октябрьского райкома г. Вильнюса. С марта 1990 года — второй секретарь ЦК Компартии Литвы (до запрета партии литовскими властями 23 августа 1991), член ЦК КПСС (1990—1991). В ноябре 1990 года избран депутатом Верховного Совета Литовской Республики. 5 ноября 1991 года Верховный Совет лишил В. Шведа депутатских полномочий из-за отказа принять литовское гражданство.
В 1992 году переехал в Витебск, где работал заместителем директора лечебно-диагностического центра «Здоровье». С 1996 года — консультант фракции ЛДПР в Государственной Думе РФ (глава Управления организационно-партийной работой); 1998—2000 — руководитель аппарата Комитета Государственной Думы по труду и социальной политике. В 2000—2004 гг. работал в Аппарате Государственной Думы. С 2004 года — на государственной пенсии.
Состоявшаяся в марте 2017 года в условиях подполья VII конференция Коммунистической партии Литвы заявила об исключении В. Н. Шведа из партии за «клевету на нее». В 2019 году Вильнюсский окружной суд признал В. Шведа виновыным по делу «13 января» и заочно осудила на 10 лет тюрьмы.
Автор ряда публицистических работ, в которых, в частности, отрицает участие НКВД СССР в Катынском расстреле.

## Книги
- Владислав Швед «Тайна Катыни»
- Владислав Швед «Как развалить Россию? Литовский вариант» — М. Алгоритм, 2012
- Владислав Швед «Неонацисты Литвы против России» — М. «Буки Веди», 2015

## Статьи
- «Катынь: в ожидании финала» статья из журнала «Золотой Лев» № 265—266 от 15.12.2010 года
- Честный взгляд на Катынь
- Горбачев: как он пришёл
- Ставропольские грешки Горби
- ГЕРОСТРАТ ХХ ВЕКА. Не осмыслив феномена Горбачёва, Россия снова рискует наступить на те же грабли. «СПЕЦНАЗ РОССИИ» N 3 (174) МАРТ 2011 ГОДА
- Холодная война: «русские уши» плана Даллеса. 17.03.2010 год
- Гарвардский проект. 26.03.2010 год
- На кого работаете, господа?. 23.11.2010 год
- Что ещё надо подсчитать Варшаве?. 03.12.2010 год
- «Голубые мечты» литовских политиков. 18.02.2011 год
- Киссинджер слышит барабаны войны. 06.04.2012 год
- Стоит ли нам вступить в НАТО?. 18.04.2012 год
- Имидж России зависит и от интерпретации её прошлого. 12.09.2012 год
- «Так кто же после этого „империя зла“?», журнал «Наш современник», № 9 за 2012 год

2013
- ЛИТВА ОБВИНЯЕТ «АЛЬФУ». «СПЕЦНАЗ РОССИИ» от 31 января
- ГОРБАЧЁВ — ЭПОХАЛЬНОЕ НИЧТОЖЕСТВО. «СПЕЦНАЗ РОССИИ» от 28 февраля
- ГОРБАЧЁВ — ЭПОХАЛЬНОЕ НИЧТОЖЕСТВО. «СПЕЦНАЗ РОССИИ» от 31 марта
- ГОРБАЧЁВ. «РАВНЫЙ БОГУ». «СПЕЦНАЗ РОССИИ» от 30 апреля
- ГОРБАЧЁВ. ПАДЕНИЕ НАВЕРХ. «СПЕЦНАЗ РОССИИ» от 31 мая
- ГОРБАЧЁВ. СТАВРОПОЛЬСКИЙ ВЕЗУНЧИК. «СПЕЦНАЗ РОССИИ» от 30 июня
- ГОРБАЧЁВ. В МОСКВУ, МОСКВУ…. «СПЕЦНАЗ РОССИИ» от 31 июля
- ВЕЛИКАЯ РУСЬ И РУССКИЕ. «СПЕЦНАЗ РОССИИ» от 31 июля

2014
- КРОВАВЫЙ ФАЛЬСИФИКАТОР. «СПЕЦНАЗ РОССИИ» от 26 февраля
- КАК ПРОДАВАЛИ СССР. «СПЕЦНАЗ РОССИИ» от 28 февраля
- АГОНИЯ РУСОФОБОВ ЛИТВЫ. «СПЕЦНАЗ РОССИИ» от 31 марта
- СПАСТИ ПОЛКОВНИКА МЕЛЯ. «СПЕЦНАЗ РОССИИ» от 30 апреля
- СПАСТИ ПОЛКОВНИКА МЕЛЯ — 2. «СПЕЦНАЗ РОССИИ» от 31 мая
- РУССКИЙ ШВЕД В ЦК КПСС. «СПЕЦНАЗ РОССИИ» от 30 июня
- РУССКИЙ ШВЕД В ЦК КПСС — 2. «СПЕЦНАЗ РОССИИ» от 31 июля
- ЗАБЫТЫЕ ДОСТИЖЕНИЯ СТРАНЫ СОВЕТОВ. «СПЕЦНАЗ РОССИИ» от 31 августа
- ЗАБЫТЫЕ ДОСТИЖЕНИЯ СТРАНЫ СОВЕТОВ. «СПЕЦНАЗ РОССИИ» от 30 сентября
- УБИЙЦЫ «ВАЛЬКИРИЙ». «СПЕЦНАЗ РОССИИ» от 31 октября
- Литва против России, журнал «Наш современник», № 12

2015
- ПРЕДАННЫЕ И ПРОДАННЫЕ. «СПЕЦНАЗ РОССИИ» от 31 января
- НЕОНАЦИСТЫ ЛИТВЫ ПРОТИВ РОССИИ. «СПЕЦНАЗ РОССИИ» от 31 марта
- АМЕРИКА НЕГОДУЕТ. «СПЕЦНАЗ РОССИИ» от 26 апреля
- США. ТЁМНАЯ ИМПЕРИЯ. «СПЕЦНАЗ РОССИИ» от 31 июля
- ДИКТАТОРЫ ЛИТВЫ. «СПЕЦНАЗ РОССИИ» от 28 августа
- Почему молчит Москва?. "Столетие " от 5 августа
- Тайные планы Вильнюса. "Столетие " от 31 августа